# Draba magellanica
Draba magellanica là một loài thực vật có hoa trong họ Cải. Loài này được Lam. mô tả khoa học đầu tiên năm 1786.